# Johnnie Walker
Johnnie Walker – marka szkockiej whisky mieszanej (blended), produkowana w Kilmarnock w Szkocji przez firmę Diageo plc.

## Historia

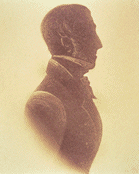
John Walker

Historia whisky Johnnie Walker rozpoczęła się w 1820 za sprawą piętnastoletniego Johna Walkera z Kilmarnock. Jego ojciec szybko umarł, pozostawiając synowi spadek, który umożliwił mu rozwinięcie działalności kupieckiej. Na początku był to mały sklepik kolonialny w Ayrshire.
Podczas pracy w sklepie Walker łączył różne gatunki herbat w celu poprawienia i wzbogacenia ich indywidualnego smaku i aromatu. Po kilku latach wykorzystał zdobyte umiejętności do tworzenia blendów, czyli mieszanek sporządzanych z wielu gatunków szkockiej whisky, niekiedy przybyłych do jego sklepu z bardzo odległych zakątków Szkocji.

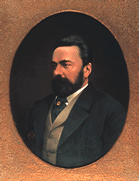
Alexander Walker

Pasję do tworzenia blendów odziedziczył jego syn – Aleksander. Szczególnie ważną dla niego mieszanką była Old Highland Whisky (pierwowzór dzisiejszej Johnnie Walker Black Label), sprzedawana w kanciastej butelce o kwadratowej podstawie. Skośnie przylepiona etykieta stała się jego znakiem handlowym wykorzystywanym do dziś. 

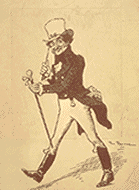
Striding Man

Old Highland Whisky Aleksandra Walkera zdobyła uznanie na m.in. australijskim i nowozelandzkim rynku. 
Synowie Aleksandra Walkera – Aleksander II i John Patterson – postarali się o nowe rynki zbytu dla swoich produktów. Prowadząc badania nad mieszankami, zajmując się produkcją i sprzedażą, dostrzegli kolejną możliwość wyróżnienia własnych rodzajów whisky spośród produktów konkurencji. Poszukiwali wyrazistego znaku graficznego, który mógłby silnie kojarzyć się z ich whisky, a jednocześnie reklamować i promować ich produkty. W 1909 r. narodził się pierwszy Striding Man – Kroczący Gentleman – narysowany ołówkiem na serwetce podczas spotkania braci z rysownikiem i karykaturzystą Tomem Browne'em. W Polsce Striding Man zaistniał jako Jaś Wędrowniczek – od przetłumaczonego i zdrobniałego imienia i nazwiska Johna Walkera.

## Marki whiskyJohnnie Walker

### Blue Label
John Walker i jego syn Alexander zaczęli swoje eksperymenty z destylacją, używając trudno dostępnych whisky, głównie z wysp (zachodnich i wschodnich Highlandów i kilku destylarni z Speyside). W wyniku eksperymentów stworzyli jedną z najbardziej ekskluzywnych whisky, określana mianem The Oldest – Najstarszą. Każda indywidualnie numerowana butelka wykonana ze szkła kwarcowego zawiera unikatową mieszankę, której najstarsze składniki musiały dojrzewać w beczkach ponad 60 lat. 
Johnnie Walker Blue Label zawiera szesnaście składników, z których główne to whisky typu single malt: Royal Lochnagar z gór, Benrinnes ze Speyside oraz Caol Ila z wyspy Islay. 

### Gold Label Centenary Blend
Nieco młodsza Johnnie Walker Gold Label powstała, aby uczcić 175 rocznicę zapoczątkowania dynastii Walkerów.

### Green Label
Johnnie Walker Green Label znana jest również jako Pure Malt. Pure Malt jest mieszanką tylko czystych single malts;  whisky jęczmienne, bez dodatków żytnich, z regionu Island i Speyside połączono, by stworzyć kompozycję Green Label.  
Najbardziej charakterystyczne z użytych do wytworzenia Green Label whisky to Talisker, Linkwood, Cragganmore, Caol Ila. Każda z nich leżakowała przez co najmniej 15 lat w dębowej beczce.

### Black Label
Whisky Johnnie Walker Black Label początkowo nazywał się Extra Special Old Highland. Nazwa została przemianowana na Johnnie Walker Black Label w 1909 r. Rodzina Walkerów uznała zwłaszcza jeden gatunek whisky, Cardhu, za tak ważny dla kompozycji, że w 1893 r. zakupiono jej destylarnię. Whisky ta składa się z ponad 40 pojedynczych gatunków whisky, z których najmłodsza dojrzewała przynajmniej 12 lat. Wiodące gatunki whisky w Johnnie Walker Black Label to Cardhu oraz Caol Ila.

### Red Label
Red Label jest jedną z popularniejszych odmian whisky Johnnie Walker.